# GOLD RUSH (音楽グループ)
GOLD RUSH（ゴールドラッシュ）は、日本の2人組音楽ユニット。所属レーベルはユニバーサルシグマ。

## 略歴
- 2012年9月19日、亀田誠治プロデュースのシングル「宝物」でメジャーデビュー[1]。

- 2014年12月17日、解散[2][3]。

## メンバー
- Kota（コータ）
- Usekay（ユースケ）

## ディスコグラフィ

### シングル
1. 宝物（2012年9月19日） - 197位
  - テレビ朝日系『Musicる TV』2012年9月度オープニングテーマ
2. サヨナラスタート（2013年4月10日） - 77位
  - テレビ東京系『プレミアMelodiX!』2013年4月度エンディングテーマ
3. ダイヤモンド（2013年7月31日） - 168位
  - よみうりランド CMソング

### デジタル配信
1. 正夢きっとfind（2013年9月20日）

### アルバム（インディーズ）
1. OTO-ORI（2012年7月3日）

### アルバム
1. We are the RUSH（2014年9月24日）

## 受賞歴
- auオキナワ ミュージック★グランプリ2011